# Буєр (район)
Бує́р (індонез. Buer) — один з 24 районів округу Сумбава провінції Західна Південно-Східна Нуса у складі Індонезії. Розташований у західній частині. Адміністративний центр — селище Пулау-Каунг.
Населення — 12252 особи (2012; 11929 в 2010).

## Адміністративний поділ
До складу району входять 1 селище та 5 сіл:
| Населений пункт      | Населення, осіб (2010) |
| -------------------- | ---------------------- |
| Буїн-Бару, село      | 2129                   |
| Джуру-Мапін, село    | 2438                   |
| Калабесо, село       | 1234                   |
| Лабухан-Бурунг, село | 3742                   |
| Пулау-Каунг, селище  | 1532                   |
| Таруса, село         | 2546                   |